# 科内鲁·胡姆比
科内鲁·胡姆比（Koneru Humpy，1987年3月31日—），印度女子国际象棋棋手、特级大师。
科内鲁年少成名，曾获得过世界国际象棋女子10岁组冠军（1997年）、女子12岁组冠军（1998年）、女子14岁组冠军（2000年）。1999年，她获得了亚洲国际象棋男子12岁组冠军。2001年，成为世界青年女子冠军。她还是2000年、2002年英国全国女子冠军，2003年亚洲女子个人冠军与印度全国女子冠军。
2002年，科内鲁晋升为国际象棋特级大师，并以15岁1月27天的年龄打破了之前由波尔加·朱迪保持的获得该称号的最年轻女子棋手的纪录。2007年10月，她又以等级分2606分成为了继波尔加·朱迪之后第二位等级分超过2600分的女棋手。